# François de Clugny
Ne pas confondre avec François de Clugny (1637-1694).
Pour les articles homonymes, voir Clugny.
François de Clugny, né en 1728 à Autun et mort en 1814 à Lausanne, est un prélat français du XVIIIe siècle.  

## Biographie
François de Clugny appartient à la famille de Clugny. Il est fils de Charles-Antoine, marquis de Clugny-Thenissey, et de Marie de Choiseul-Bussière.
En 1751, il est reçu chanoine-comte, au sein du Chapitre de Saint-Jean de Lyon. Il devient prévôt de Fourvière. Il est ensuite aumônier du roi et abbé et baron de Saint-Martin de Savigny et vicaire général d'Autun. 
En 1772  il est nommé évêque de Riez.
Les 26 et 27 mars 1789, une émeute frumentaire a lieu à Riez : il est pris à partie par les paysans qui lui reprochent de favoriser les accapareurs qui spéculent sur le prix du grain.
Par le concordat de 1801, le siège de Riez est supprimé et son territoire annexé au nouveau diocèse de Digne. François de Clugny déclare résigner tous ses pouvoirs à l'évêque de Digne pour l'administration de son diocèse. Il continua de résider à Lausanne.